# Porella suginoi
Porella suginoi là một loài rêu trong họ Porellaceae. Loài này được Inoue mô tả khoa học đầu tiên năm 1964.
Danh pháp khoa học của loài này chưa được làm sáng tỏ. 